# Dialefe
In metrica, la dialèfe (dal greco dialeípho = fondo separatamente) è il conteggio della vocale finale d'una parola e della vocale iniziale di quella successiva come appartenenti a due sillabe diverse. Perché essa si verifichi è necessario, nella sua forma più frequente, che la prima sillaba sia accentata (ivi compresi i dittonghi discendenti come -ài, -èa, -ìa, -ùo, -òi, etc.).
Si usa indicare la dialefe con il segno del "cuneo" con la punta verso il basso(ˇ), mentre la sinalefe, il contrario della dialefe, è indicata mediante lo stesso simbolo con la punta rivolta verso l'alto (ˆ): *Cominciòˇa crollarsi mormorando
Essa è di solito favorita da pause grammaticali o dall'inversione dell'ordine logico delle parole.
Nella poesia due-trecentesca è molto diffusa dopo la congiunzione "e", soprattutto nel caso in cui si incontrano tre vocali atone, di cui la "e" in questione è la vocale centrale. In Dante è generalizzato l'uso di fare dialefe tra la "e" congiunzione a inizio verso e la vocale con cui inizia la parola successiva.
- d'infantiˇe di femmineˆe di viri (Inf. IV, 30) - Si noti come nel secondo caso il suono è assorbito per sinalefe.

Analogamente diffusa è la dialefe dopo i monosillabi a, e, o, che, né, se, ma, etc. Inoltre, sempre in poeti quali Dante e Petrarca, è probabile incontrare dialefe dopo gli aggettivi mio, tuo, suo e derivati.
Da Petrarca in poi, che la usa talora in casi differenti da questi, la dialefe viene messa da parte, sentita come un tecnicismo arcaico da utilizzare solo in casi speciali. Il severo divieto dei trattatisti, come il Minturno, è abbastanza scrupolosamente osservato fino a tutto l'Ottocento. In Ariosto in particolare il fenomeno è praticamente assente, come si evince dall'analisi di alcuni versi, a vantaggio di una maggiore fluidità metrica.
Il recupero della dialefe nell'età contemporanea sarà da ricondurre prevalentemente all'influenza della metrica pre-dantesca e dantesca su alcuni poeti, da ricondurre in parte  alla riscoperta critica e popolare di Dante, cui si assiste grosso modo a partire da inizio Ottocento.
Il contrario della dialefe è la sinalefe.